# Circus Knie

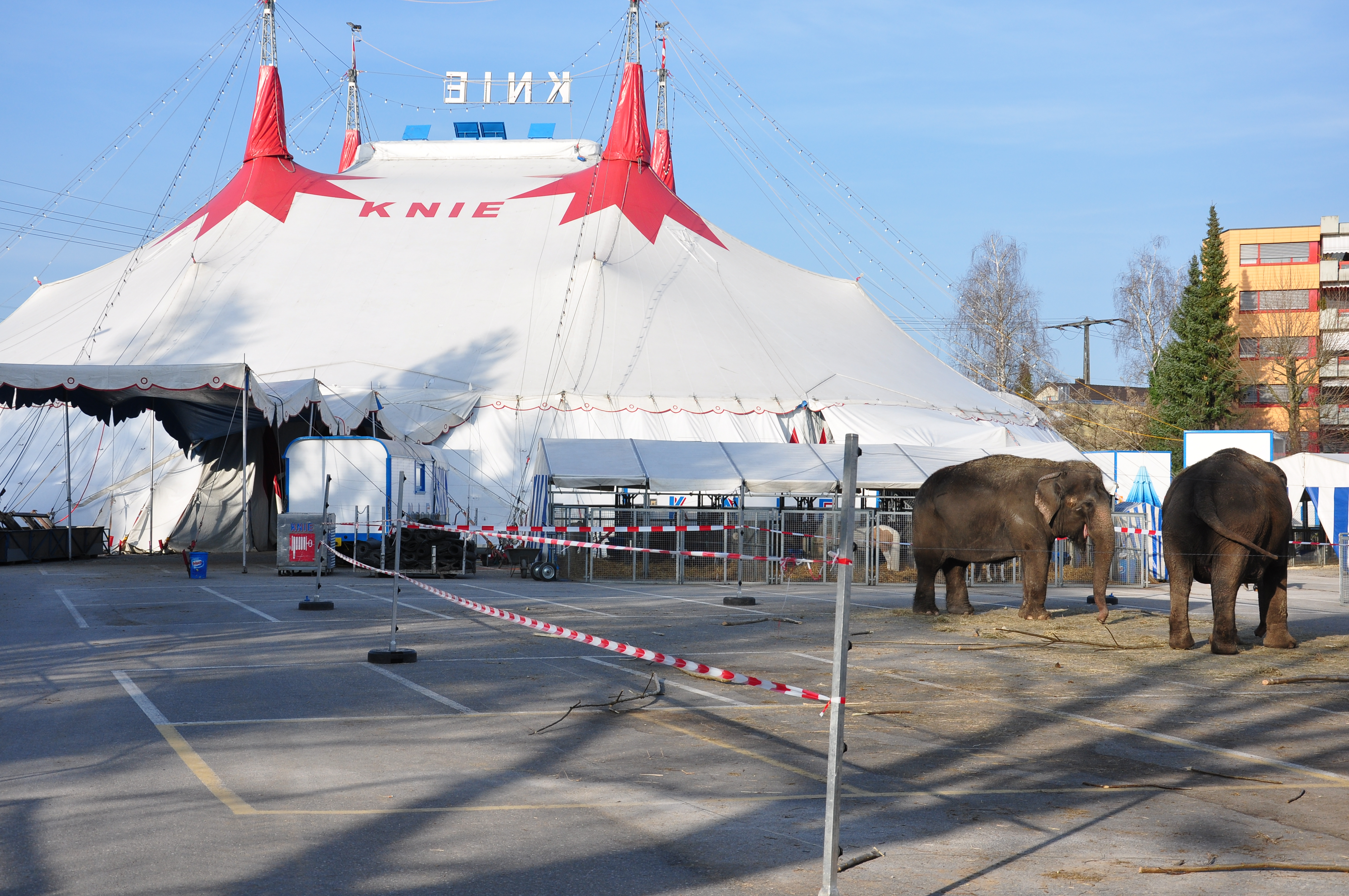
Circus Knie op de thuisbasis in Rapperswil

Circus Knie is een Zwitsers circus, dat zijn basis heeft in Rapperswil in het kanton Sankt Gallen.

## Geschiedenis
Het circus werd in 1803 opgericht door de familie Knie. Tot 1919 vond het schouwspel plaats in de openlucht, maar daarna onder een kap of in een tent. Circus Knie is anno 2011 een onderneming met ongeveer 200 medewerkers, onder leiding van Fredy Knie jr. en Franco Knie sr. In 1992 verenigde het grote Cirque du Soleil zich voor het eerst in Europa met het Zwitserse circus Knie en werden gemeenschappelijke voorstellingen gegeven. In 2003 vierde circus Knie zijn 200-jarig jubileum. Ter gelegenheid hiervan werden de voorstellingen met speciale attracties opgeluisterd.

## Wilde dieren
Vanaf 1941 zijn in het circus wilde dieren te zien, waaronder olifanten. Rolf Knie sr. toonde dat jaar de dressuur van Baby, het eerste koorddansende olifantsjong. In 1956 kon het publiek een groep van zeven Afrikaanse olifanten zien. Een andere bijzonderheid was de dressuur van het witte neushoornvrouwtje Zeila, dat een paar rondjes door de piste maakte. In 1972 slaagde Fredy Knie jr. erin om een tijgerin India staande op de rug van Zeila te laten zien. In 1975 toonde Louis Knie tegelijkertijd drie tijgers en drie olifanten. Het nijlpaard Juba maakte ook deel uit van de menagerie van het circus, evenals de giraf Malik.
Het circus heeft anno 2011 te maken met een veranderde mentaliteit omtrent wilde dieren, die steeds vaker bescherming genieten tegen het gebruik als circusdier. Jonge dieren, waarvan in de natuur de ouders door stropers zijn gedood of die zijn verweesd door andere omstandigheden, worden in natuurreservaten opgevangen en kunnen zelden meer door een circus worden aangekocht. Organisaties voor natuurbehoud waken hierover. De laatste jaren wordt het accent daarom meer gelegd op clowns en trapezewerkers. Kamelen en lama's hebben de wilde dieren vervangen. Ook jongleren en koorddansen zijn weer terug in de belangstelling.

## Paarden
Dressuur met paarden is een specialiteit van de familie Knie. Voor het ondersteunende werk, zoals het dragen van acrobaten of staande berijders, worden zwarte Friese paarden ingezet. Hogeschoolrijden wordt gedaan op Andalusiër paarden, of op de volledig witte Lipizzaners. De Andalusiër draagt de genen van de originele Spaanse paarden en aangezien Spanje een tijd door de Moren werd bezet is de invloed daarvan in het ras nog aanwezig. Dit ras wordt echter nog weleens verward met de Arabier. Deze laatste is een van de oudste raszuivere volbloed paarden. Al deze paarden komen voor in de stallen en voorstellingen van het Circus Knie.

## Familie Knie
In de jaren 90 gaven Mary-José, de echtgenote van Fredy Knie jr. en hun dochter Géraldine Katharina staaltjes van paardrijkunst te zien. De zoon van Géraldine Katharina, Ivan geheten, geboren in 2001 in Zürich zet al op jonge leeftijd deze traditie voort.
In mei 2003 trouwde Franco Knie jr. met de Chinese acrobate Linna Sun en zij kregen in 2006 een zoon, die Chris Rui werd genoemd. Op 4-jarige leeftijd trad hij al op en voerde in de piste een olifant, hetgeen in 2010 werd vastgelegd door de  Amerikaanse fotograaf Kurt Markus.
Op 7 januari 2011 overleed de 89-jarige Tina Knie, de echtgenote van Rolf Knie sr. Zij was de laatste van deze generatie en liet twee kinderen achter, zeven kleinkinderen en twee achterkleinkinderen. De tijd, dat zij persoonlijk de kaartjes aan de kassa verkocht is sinds lange tijd voorbij.